# Ofensiva de Saragoça
A Ofensiva de Saragoça ocorreu durante a Guerra Civil Espanhola em 1937. Esta batalha envolveu o Exército Republicano Espanhol. O objetivo principal da ofensiva era ocupar a cidade de Saragoça. A principal ação da ofensiva foi a Batalha de Belchite.

## Antecedentes
Em Agosto de 1937, o comandante em chefe do Exército Republicano, Vicente Rojo, decidiu lançar uma ofensiva na frente de Aragão, a fim de tomar a capital regional, Saragoça. O principal objetivo da ofensiva foi parar a ofensiva Nacionalista contra Santander. Além disso, Saragoça era o centro de comunicações de toda a frente de Aragão.

## Forças opostas
Na frente de Aragão, o Exército Republicano havia enviado o Exército Oriental, liderado pelo General Pozas e o seu chefe de gabinete Antônio Cordon. Este exército tinha seis divisões (11ª Divisão de Líster, 26ª Divisão, 27ª Divisão, 35ª Divisão de Walter, 43ª Divisão e a 45ª Divisão de Kleber). Além disso, os Republicanos tinham 200 aviões e muitos tanques T-26 e BT-5.
Em oposição a eles, os Nacionalistas tinham três divisões de baixa qualidade (51ª, 52ª e 105ª divisões) e 15 aviões (bombardeiros leves (Heinkel He 46 obsoletos e caças He-51).

## A ofensiva
O plano Republicano era romper em sete pontos diferentes entre Zuera e Belchite, a fim de dividir qualquer contra-ataque Nacionalista. A 27ª Divisão ocuparia Zuera, viraria à esquerda e atacaria Saragoça. A 45ª divisão de Kléber atacaria para sudeste em direção a Saragoça e a 43a divisão atravessaria o Ebro e cortaria a estrada de Quinto até Saragoça. Mas o ataque principal concentrou-se no lado sul do Vale do Ebro, com o V Corpo de Modesto (11ª Divisão e 35ª Divisão).
O ataque Republicano começou em 24 de Agosto, sem nenhum bombardeio de artilharia, a fim de manter a vantagem da surpresa. A 27ª Divisão ocupou Zuera, a 45 ª Divisão alcançou Villamayor de Gállego (a 6 km de Saragoça) e a 25 ª Divisão tomou Codo, apesar da feroz resistência Nacionalista. No entanto, a 11ª Divisão de Líster não conseguiu ocupar Fuentes de Ebro e quase todos os seus tanques BT-5 foram destruídos.

### Fuentes del Ebro
Líster teve que tomar a cidade fortificada de Fuentes del Ebro, a fim de abrir a estrada para Saragoça. Quarenta e oito tanques BT-5 que transportavam tropas Espanholas atravessariam as linhas republicanas e atacariam a cidade pela frente, apoiados pelas tropas da XV Brigada Internacional. No entanto, o ataque foi mal planeado. Os tanques não eram adequados para transportar tropas, muito pouco reconhecimento foi realizado, praticamente não havia preparação de artilharia e os tanques ficaram atolados na lama. O ataque fracassou e o exército republicano perdeu 19 de seus 48 tanques e mais de 300 homens (segundo Hugh Thomas, 12 tanques foram destruídos em 40) Um membro americano das Brigadas Internacionais disse:

Coragem e heroísmo são abundantes na Espanha e os Espanhóis não têm falta dela. O que eles precisam é de táticas. E quanto às táticas, em 13 de Outubro, o Regimento BT estava falido.

### Belchite
Em 26 de Agosto, a 25ª Divisão conquistou Quinto, mas os atrasos no avanço dos Republicanos deram aos Nacionalistas tempo para trazer reforços (a 13ª Divisão de Barron e a 150ª Divisão de Saenz de Buruaga e 80 aviões da frente de Madrid) e o ataque a Saragoça falhou.
Modesto decidiu então capturar a pequena (3.800 habitantes) e bem fortificada cidade de Belchite. O exército Republicano cortou o suprimento de água da cidade e o calor foi terrível, mas a defesa das forças sitiadas foi vigorosa. O ataque a Belchite começou em 1 de Setembro e, após cinco dias de pesados bombardeios e sangrentos combates, os Republicanos conseguiram ocupá-la. A ofensiva terminou no dia 6 de Setembro.

## Rescaldo
A ofensiva foi um fracasso completo. Os Nacionalistas não pararam a sua ofensiva contra a zona detida pelos Republicanos no norte. Os Republicanos avançaram apenas dez quilómetros e tomaram um punhado de cidades pequenas. Além disso, o Exército Republicano sofreu pesadas perdas de armamentos e tanques. Indalecio Prieto disse: "Tantas tropas para capturar quatro ou cinco pueblos não satisfazem o ministério da defesa". A ofensiva falhou porque as forças republicanas não tinham coordenação, suprimentos e inteligência militar. Além disso, os comandantes Republicanos desperdiçaram tropas para reduzir os pequenos pontos de resistência.